# Леттвайлер
Леттвайлер (нім. Lettweiler) — громада в Німеччині, розташована в землі Рейнланд-Пфальц. Входить до складу району Бад-Кройцнах. Складова частина об'єднання громад Майзенгайм.
Площа — 6,28 км2. Населення становить 201 ос. (станом на 31 грудня 2020).

## Історія
У 1190 році Леттвайлер вперше документально згадується під назвою Litwilre в каталозі земельних володінь, в якому феодал Вернер II Боланденський заявив, що отримав село у власність від архієпископа Майнца. Протягом наступних століть місцеві феодали кілька разів змінювали власників. У 1603 році Нассау-Саарбрюкен передав село Палатин-Цвайбрюкену, з яким воно залишалося до кінця 18 століття.  З 1798 по 1814 рік, часів Французької революції та наполеонівського французького правління, Летвайлер належав до кантону Обермошель у департаменті Мон-Тоннер. Після Віденського конгресу Летвайлер перейшов у 1816 році до Рейнкрайсу у складі Королівства Баварія, де він залишався до кінця Другої світової війни.